# Gorges de La Frau
Les Gorges de la Frau són un congost que es troba entre els límits municipals de Montsegur (Arieja) i Comuns (Aude). Tenen una llargada d'uns 3 km i són producte de l'erosió de les aigües del riu Èrç.

## Toponímia

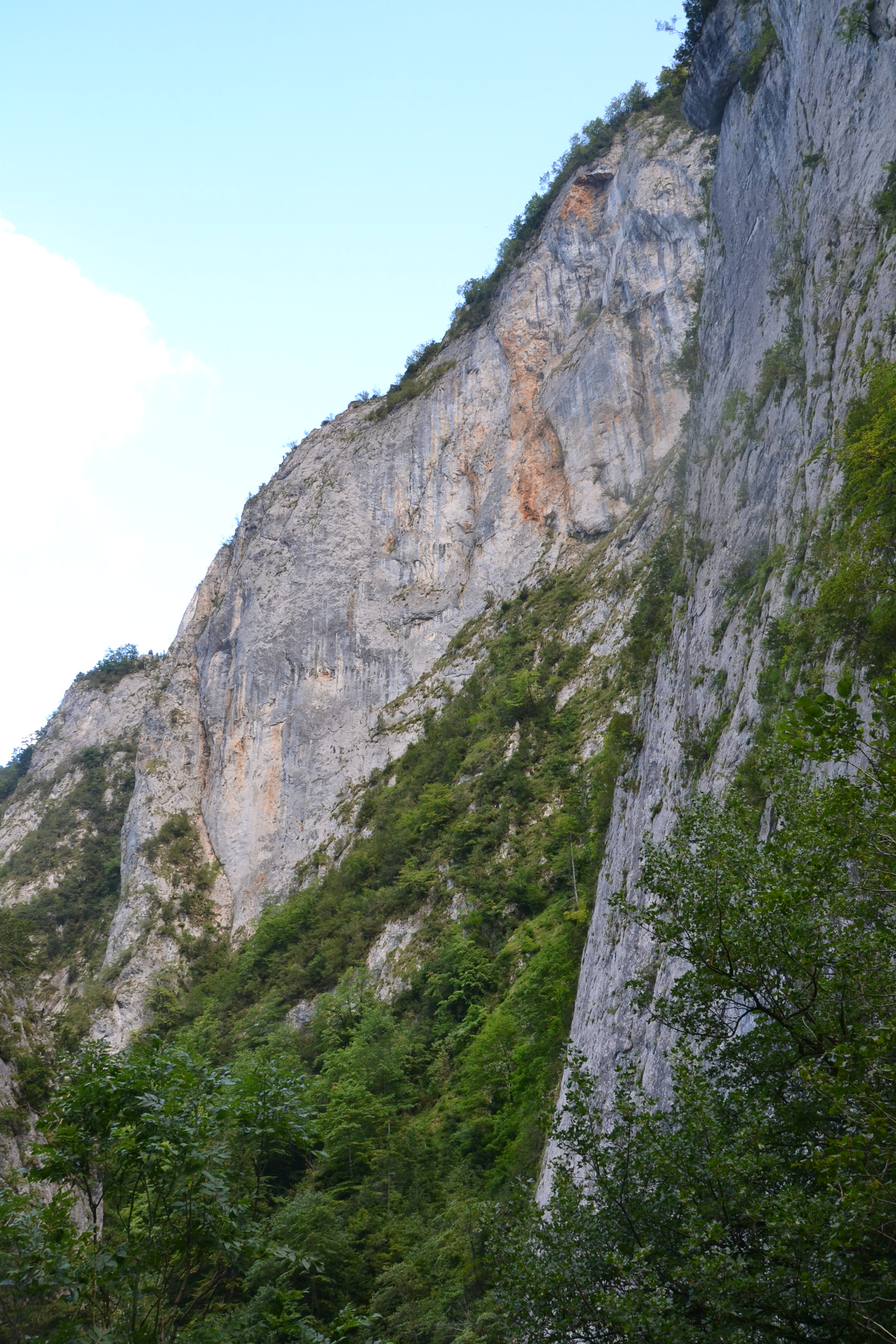
Contraforts del congost.

El terme frau fa referència a la idea de "fractura" (frau existeix en català i occità i fragoso en castellà). L'esment erroni affrau (que expressa por) es podria haver utilitzat posteriorment. El topònim "La Frau" ja apareix al mapa de Cassini al segle xviii. També l'utilitza el cim més proper del massís del Taba, sobre el qual descansen les gorges.

## Història
Les Gorges de La Frau han permès el pas a rutes de trànsit i comerç, que connectaven les altes regions pirinenques (alta vall de l'Arieja, Cerdanya) amb els contraforts de l'Arieja i l'Aude.
Com a zona d'alta densitat boscosa, el lloc va ser objecte d'una extensa explotació forestal en el passat, que va servir per a subministrar material per a la construcció naval durant el segle xvii, i després per a la construcció de botes fins a finals del segle xix. El pasturatge i la indústria han forjat els paisatges al llarg del temps.

## Geografia

### Descripció
Les Gorges de la Frau separen el massís del Taba, situat al departament de l'Arieja (a l'oest) de l'altiplà de Saut, a l'Aude (a l'est). Tenen el seu origen en l'erosió que ha format el riu Èrç, a uns deu quilòmetres aigües avall de la seva font. El congost té una profunditat de 300 a 400 m. Al sud representen una extensió del País d'Alhon, nom que rep la part occidental i ariejesa de l'altiplà de Saut, i permeten que l'Èrç es dirigeixi cap al nord per a arribar al País d'Olmes.
La delimitació de les gorges es controvertida: en el seu sentit més estricte, es limiten a la porció de la vall de l'Èrç situada entre l'extrem de la carretera departamental núm. 5 al nord, a uns 700 m d'altitud, i el rierol del Basqui al sud, a 1 041 m d'altitud. Aquesta delimitació té una longitud de 2,2 km. Es poden allargar amb la secció compresa entre la font de l'Esquelha al nord (626 m) i els afores del poble de Comuns au sud (1 150 m), cosa que li dona a les gorges de La Frau una distància total del voltant de 5,6 km. En aquest cas arriben fins als límits de la comuna de Pradas.

### Clima
Tot i la seva modesta altitud, les Gorges de La Frau estan influenciades per un clima de muntanya.

## Entorn

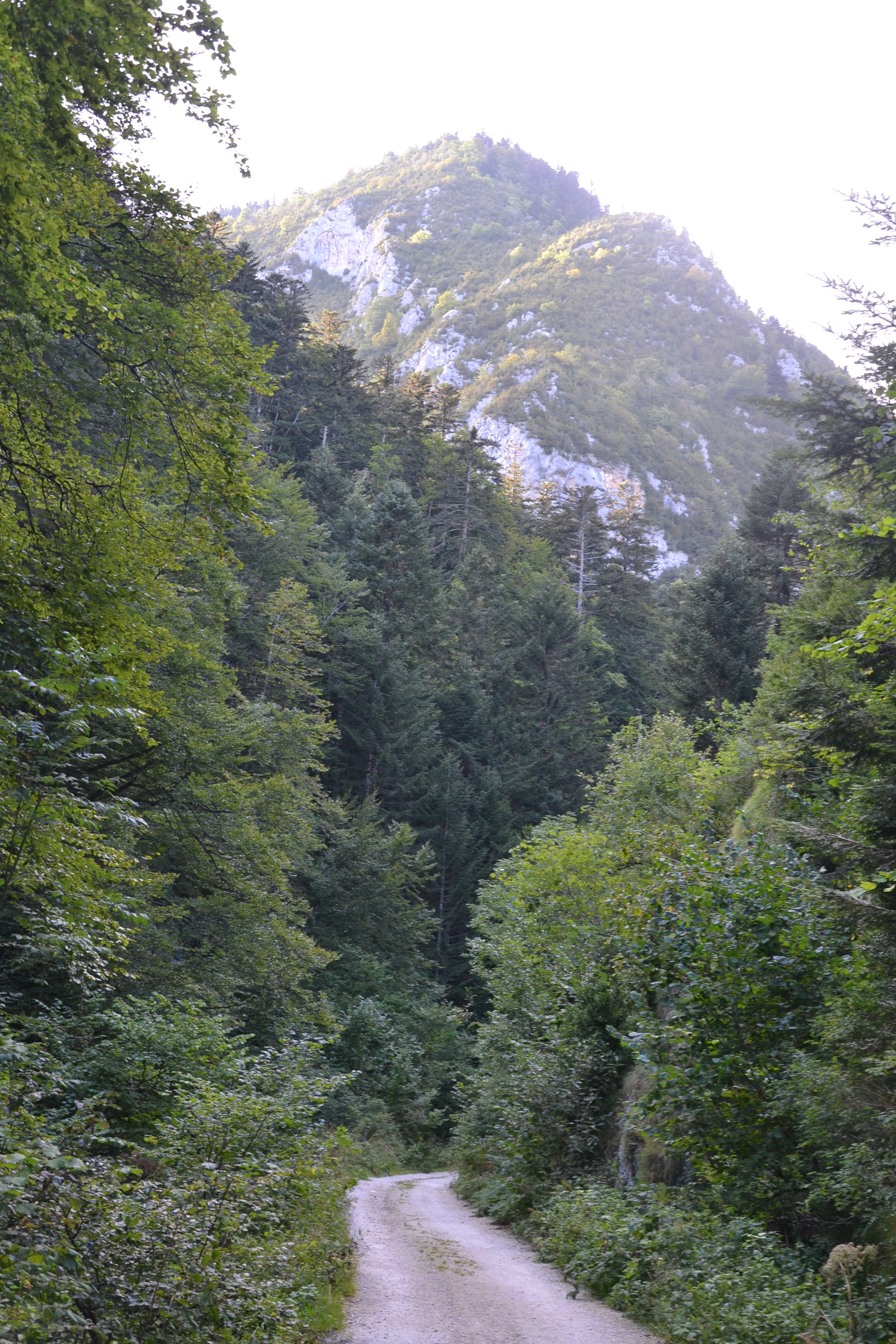
Paisatge de les gorges de La Frau.

Les Gorges de la Frau estan parcialment o totalment cobertes per diverses entitats de protecció del medi ambient. Entre aquestes entitats hi ha diverses Zones naturals d'interès ecològic, faunístic i florístic (Zone naturelle d'intérêt écologique, faunistique et floristique - ZNIEFF): Montagnes de Bélesta, de la Frau, de l'Ordat et de Prades (tipus 1) i Montagnes d'Olmes (tipus 2) a la riba esquerra; Gorges de La Frau (tipus 1) i Grand plateau de Sault (tipus 2) a la riba dreta.
Tres llocs de la xarxa Natura 2000 també afaboreixen a les gorges; en aquest cas li pertoca especialment l'àrea Gorges de la Frau et Bélesta (el perímetre de la qual coincideix fidelment amb tots els paisatges de les gorges), però també les àrees de Garonne, Ariège, Hers, Salat, Pique et Neste, i làrea de Pays de Sault.
Una part de l'indret (el marge dret, al departament de l'Aude) també es troba classificada des del 2006 com a reserva biològica integral. Aquesta classificació és vàlida per a una superfície aproximada de 251 ha, situada al bosc nacional (La Plana-Comuns).

### Geologia
El paisatge de les gorges de La Frau és d'escarpaments, a vegades molt abrupte, i plecs de naturalesa calcària. Les gorges constitueixen el punt de contacte entre els relleus calcaris del càrstic de Saut i el sòcol cristal·lí i primari del massís del Taba, parcialment tallat pels moviments glacials del Quaternari.

### Flora
La part sud de les gorges (riu amunt) limita amb l'antic bosc reial de Pradas. Avui és un bosc nacional gestionat per l'Oficina Nacional dels Boscos. L'entorn emblemàtic de la zona protegida de les gorges és la fageda higròfila pirinenca. També són notables les rouredes i avetedes i, en menor mesura, els pins negres. Els vessants més ben exposats aculles fins i tot rouredes pubescents.
Hi ha diverses espècies de plantes regulades presents a les gorgues, com ara la botgeta macrocarpa (Hormathophylla macrocarpa) o l'hipèric nummular (Hypericum nummularium). Hi ha també espècies emblemàtiques dels Pirineus, com ara la consolda ombrosa (Saxifraga umbrosa), el càrex semperverd (Carex sempervirens), la juliana (Hesperis matronalis) o el carraspic sempreverd (Iberis sempervirens).
S'hi han observat algunes espècies rares, com el bupleure angulós (Bupleurum angulosum) o la Dichoropetalum schottii, protegida a l'altiga regió del Llenguadoc-Rosselló.

Flora representativa
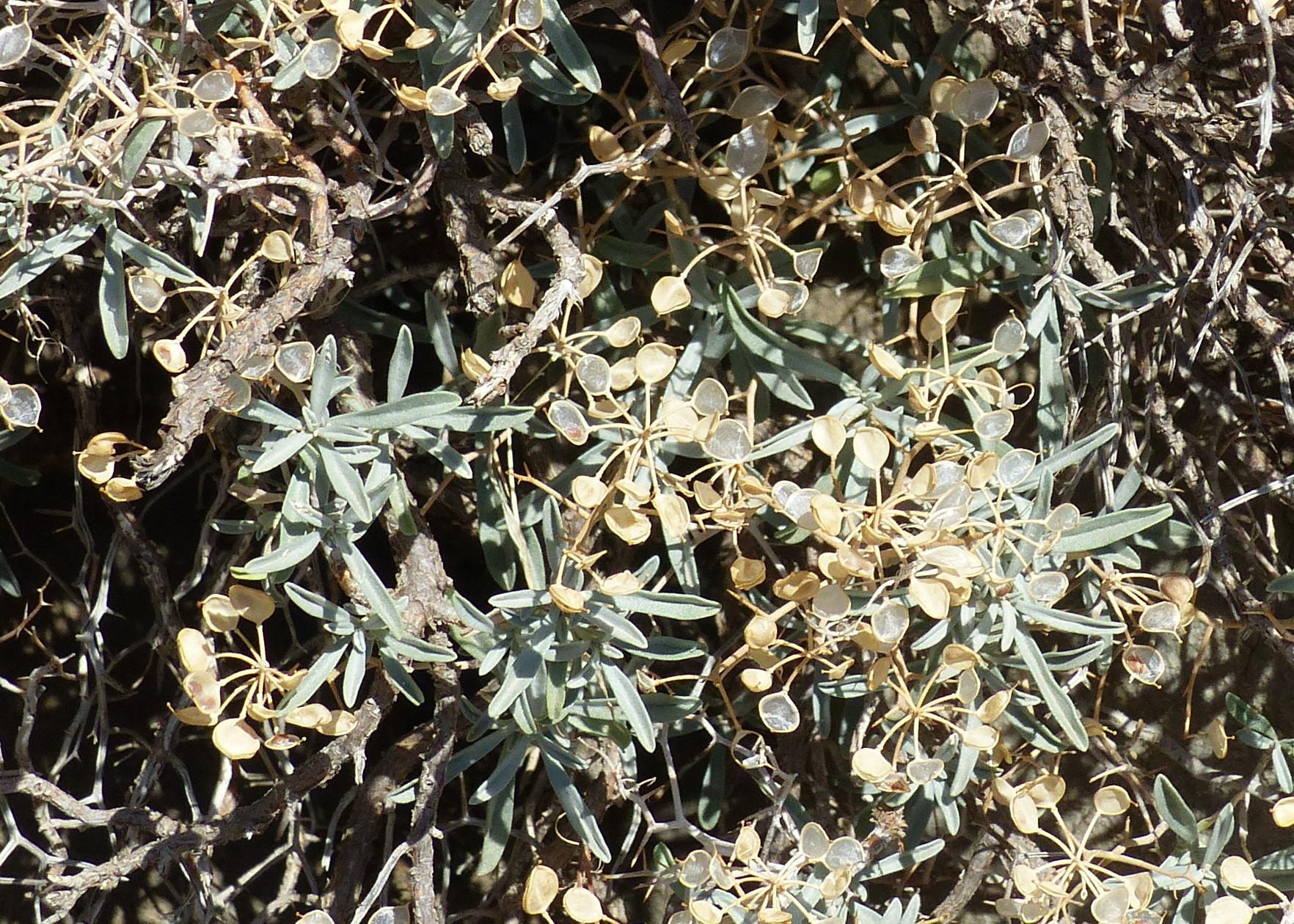
Hormathophylla macrocarpa
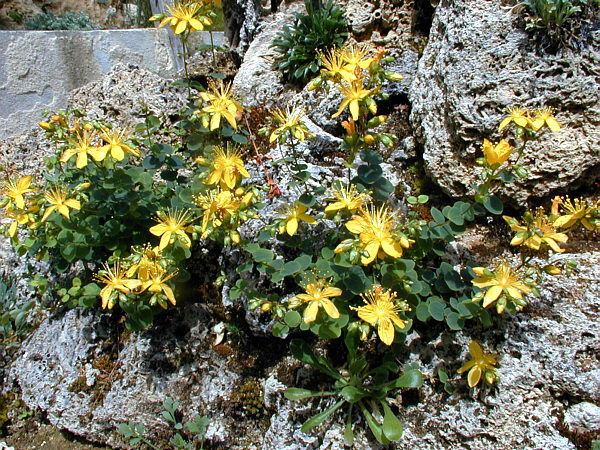
Hypericum nummularium
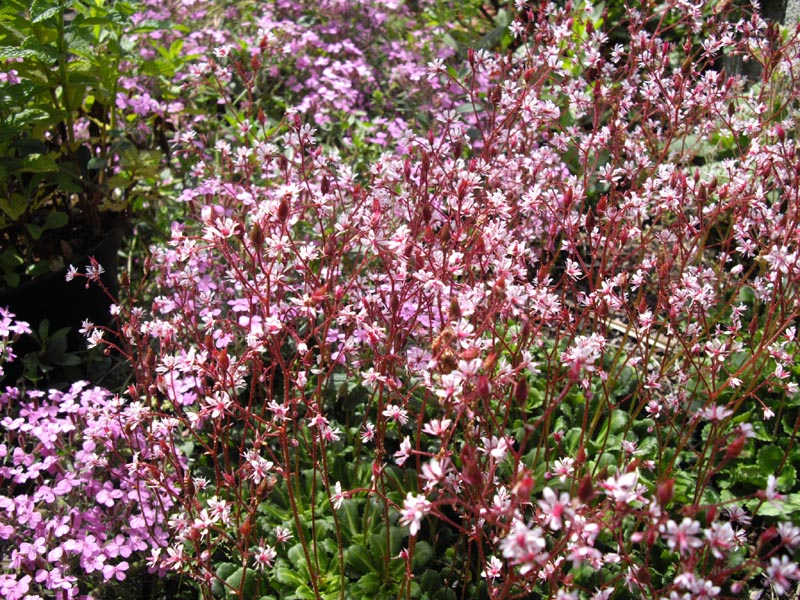
Saxifraga umbrosa
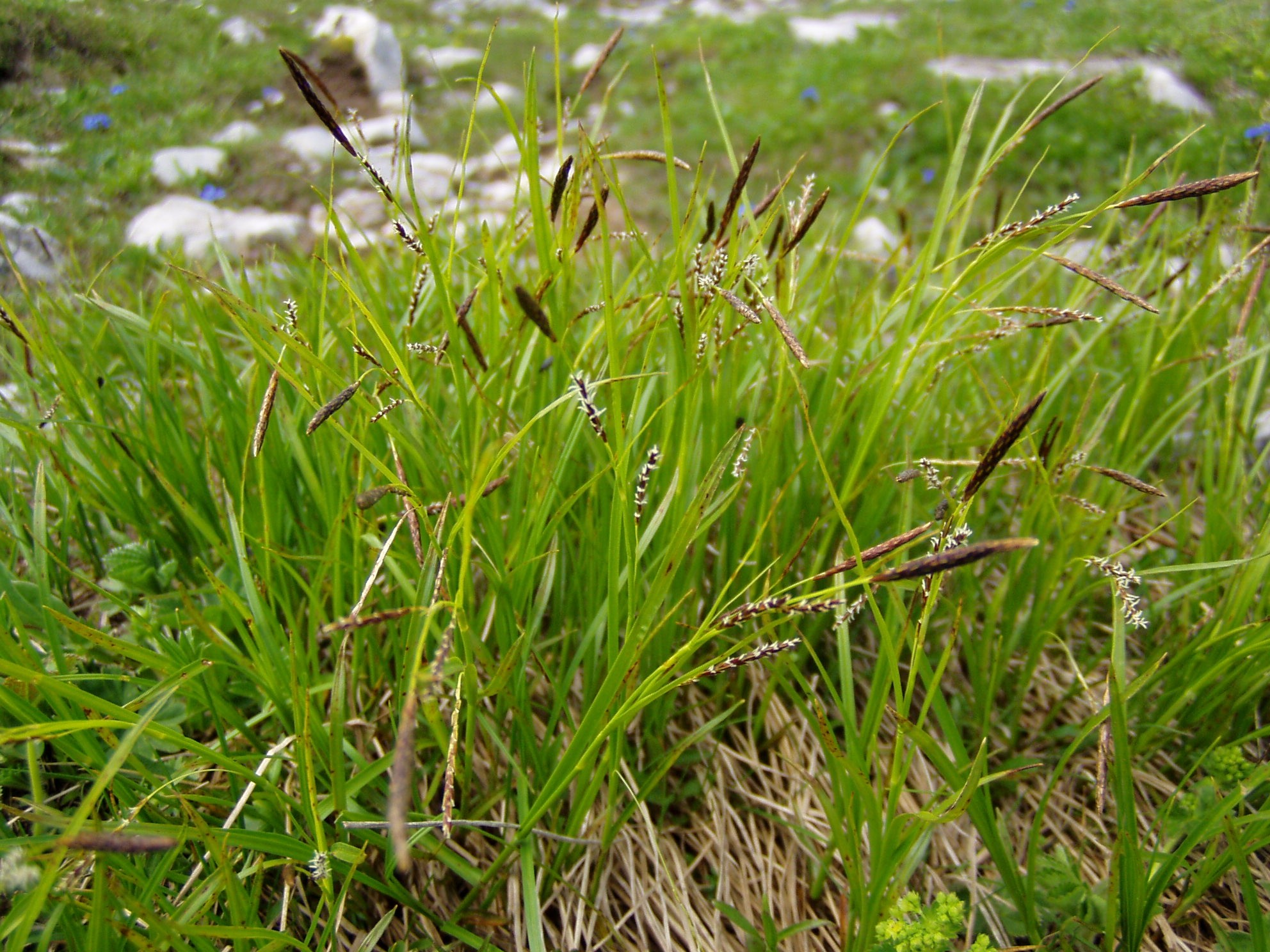
Carex sempervirens
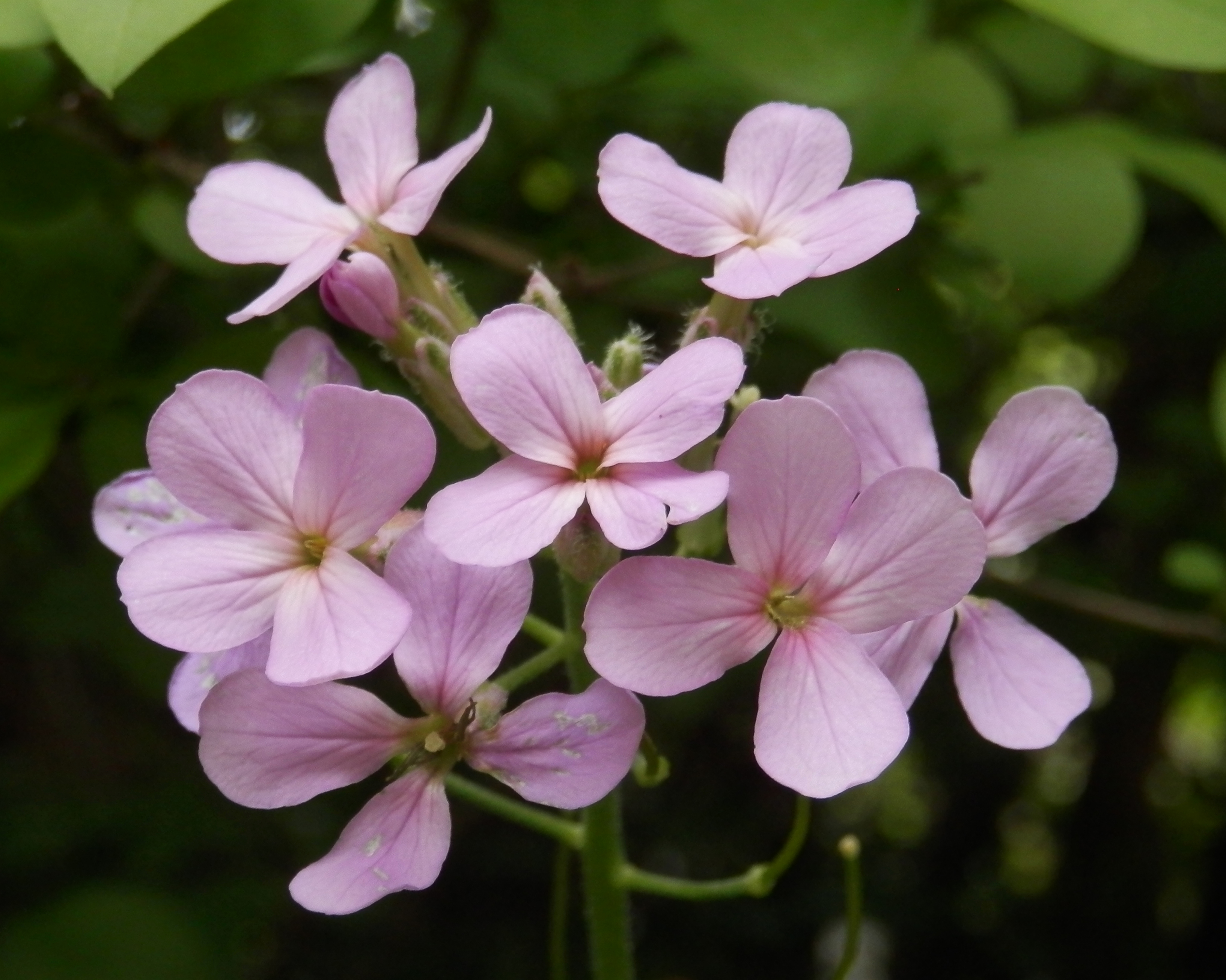
Hesperis matronalis
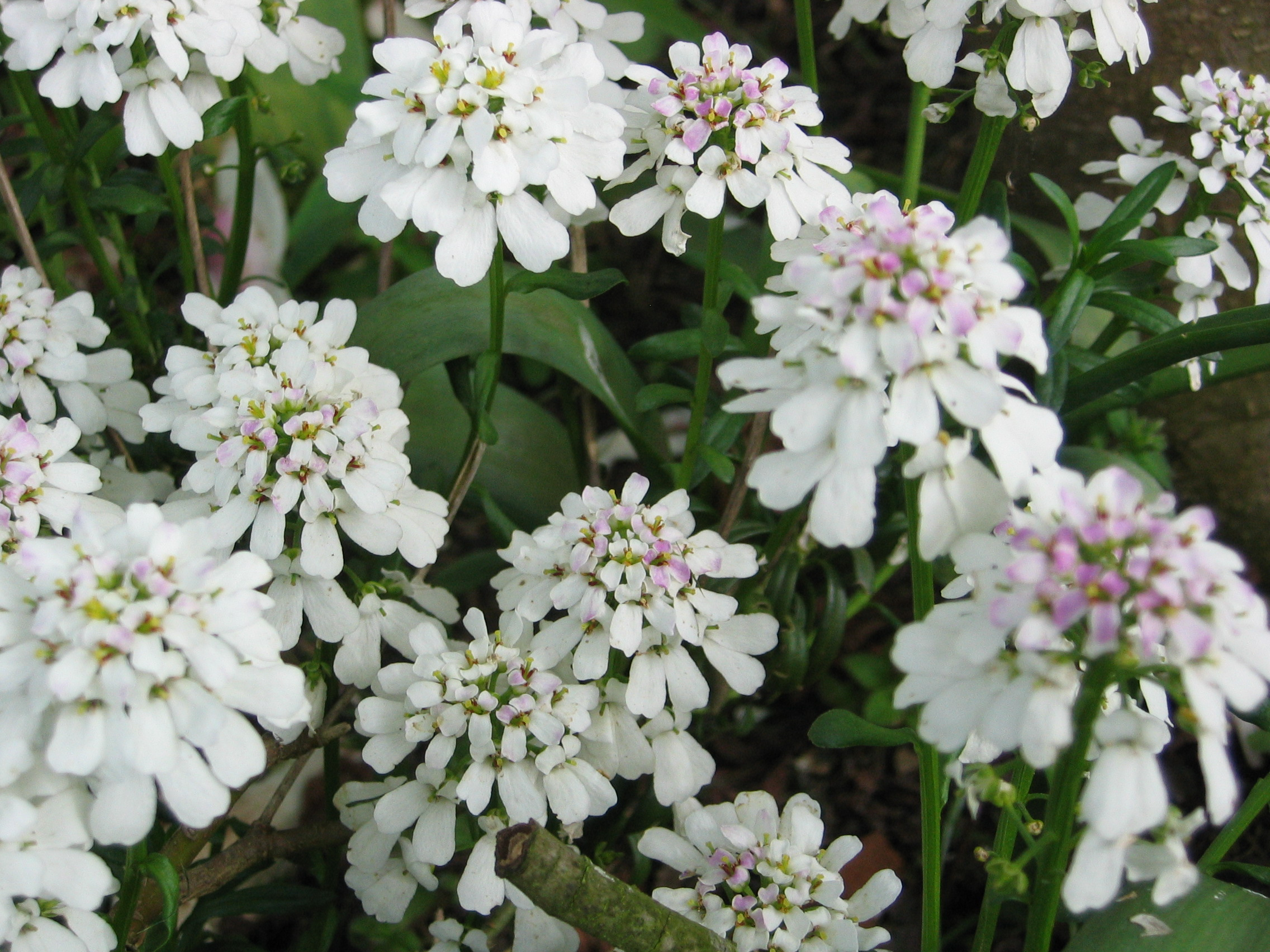
Iberis sempervirens
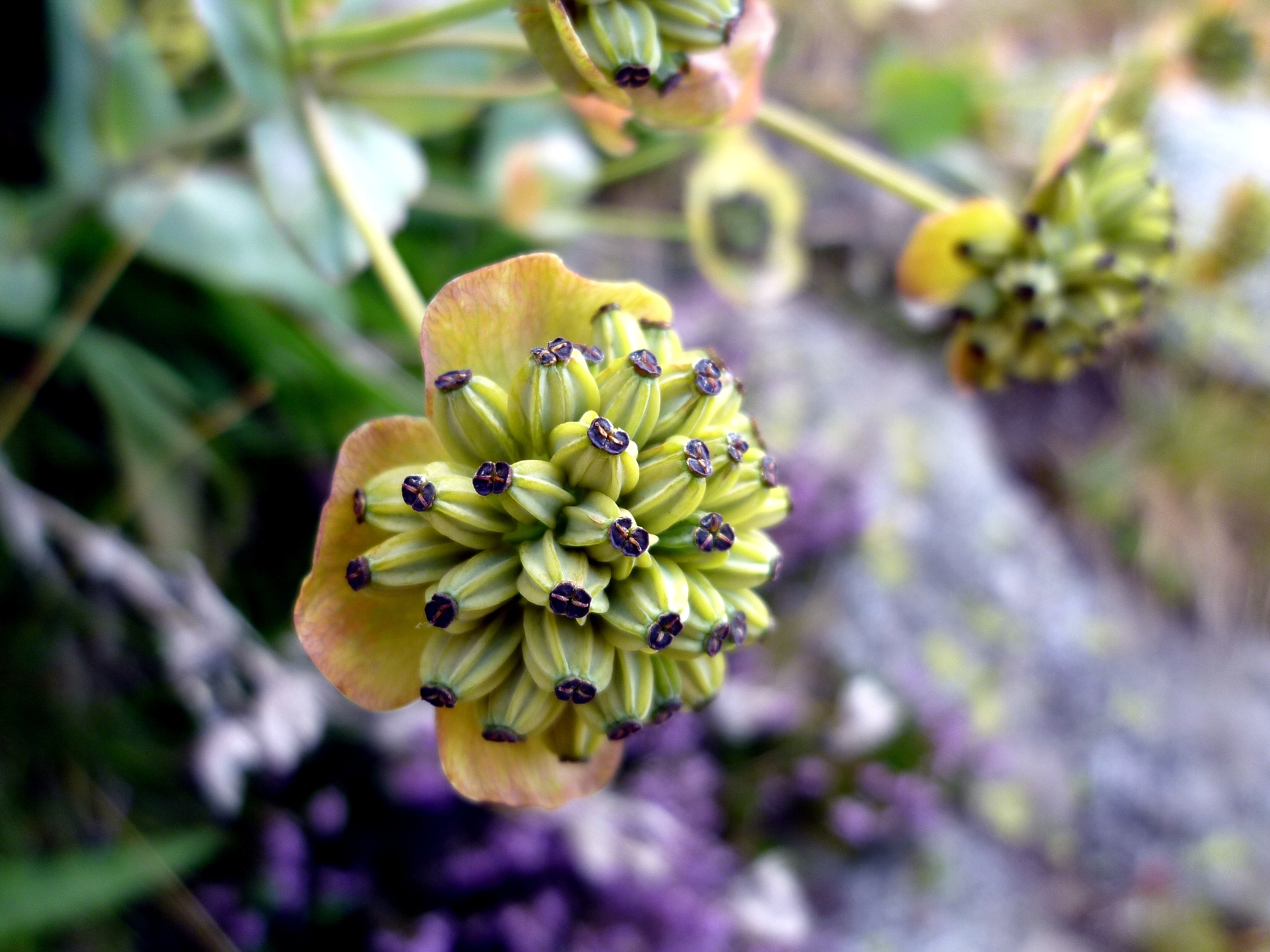
Bupleurum angulosum

### Fauna
Les gorges de La Frau constitueixen l'hàbitat de la rata almesquera i del cavilat.

Segons el lloc Natura 2000 - Gorges de la Frau et Bélesta el congost és un lloc reconegut per la diversitat de la seva avifauna. Aquesta diversitat està representada especialment per les següents espècies: l'aligot vesper, el milà negre, el milà reial, el trencalòs, l'aufrany comú, el voltor comú, l'àguila marcenca l'arpella pàl·lida, l'àguila daurada, l'àguila calçada, el falcó pelegrí, el gall fer, el duc euroasiàtic, el mussol pirinenc, el ballester, el picot negre, el cotoliu, la merla roquera, la merla de pit blanc, el capsot d'esquena roja, la gralla de bec vermell, la perdiu blanca, o la perdiu xerra. Les gorges de La Frau és un lloc de nidificació dels rapinyaires.

Rapinyaires presents a les gorges
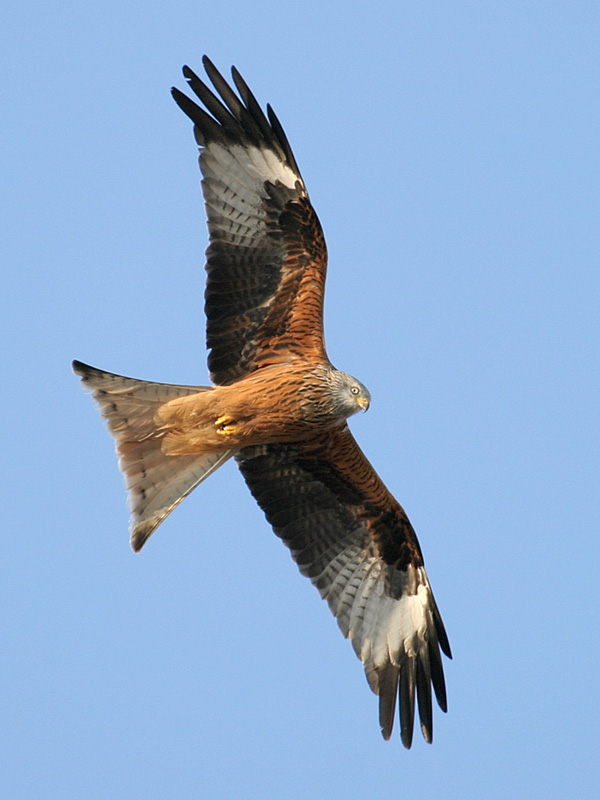
Milà reial
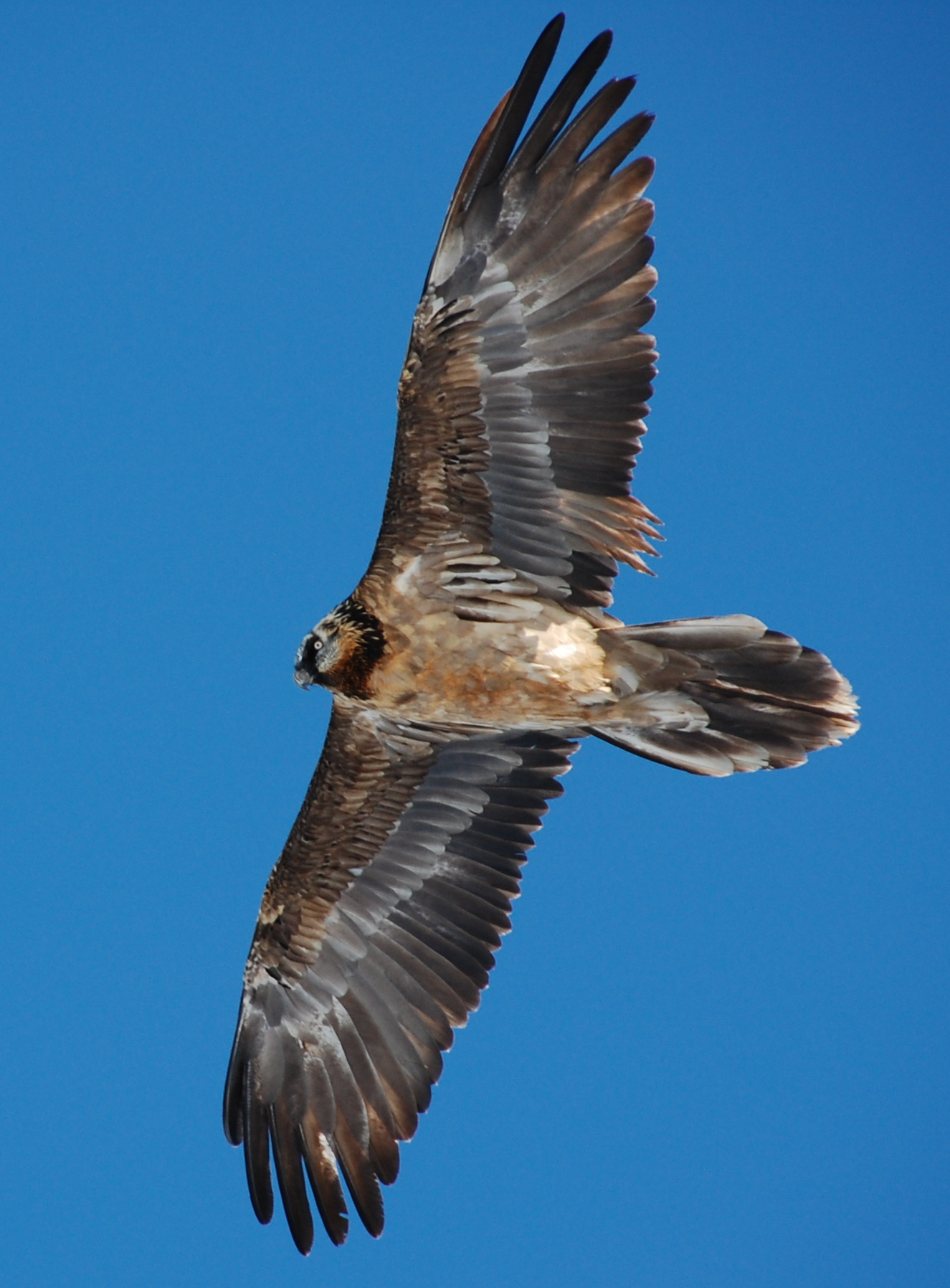
Trencalòs
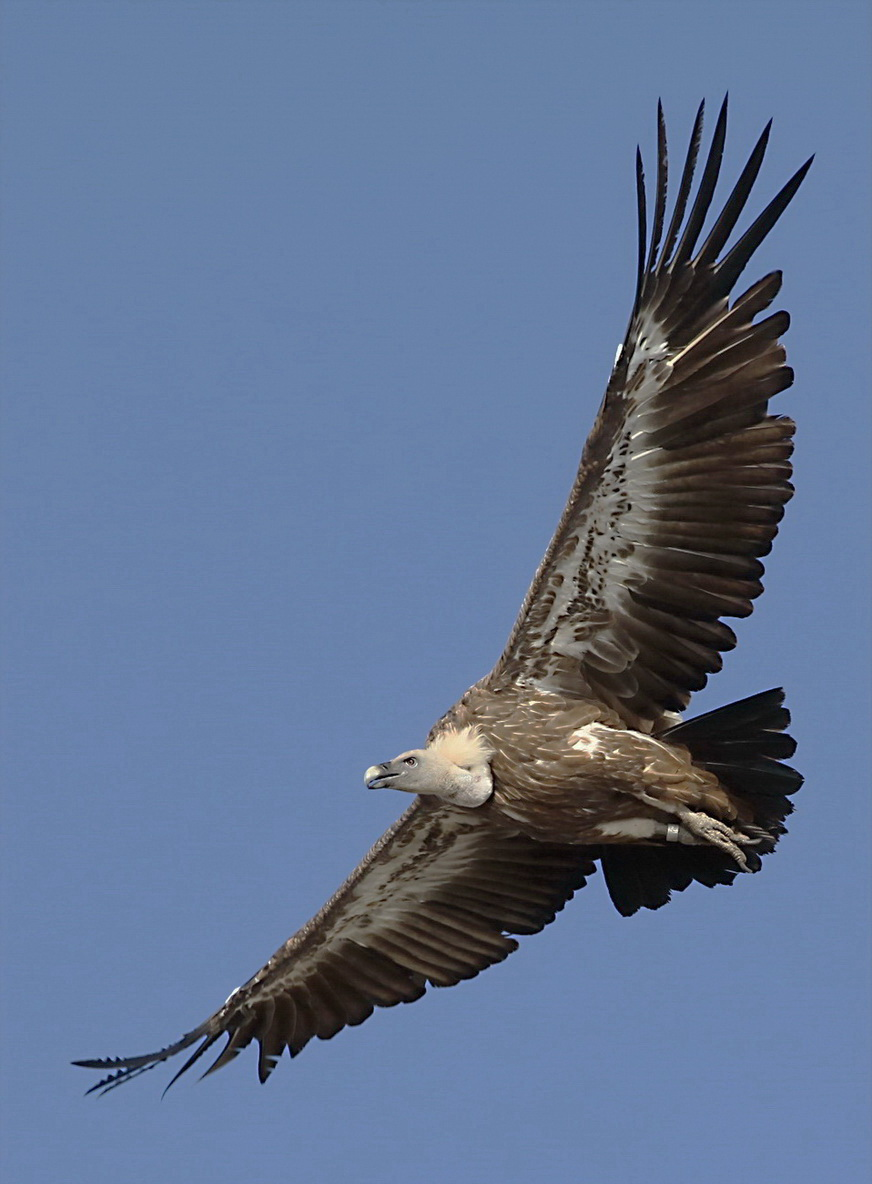
Voltor comú
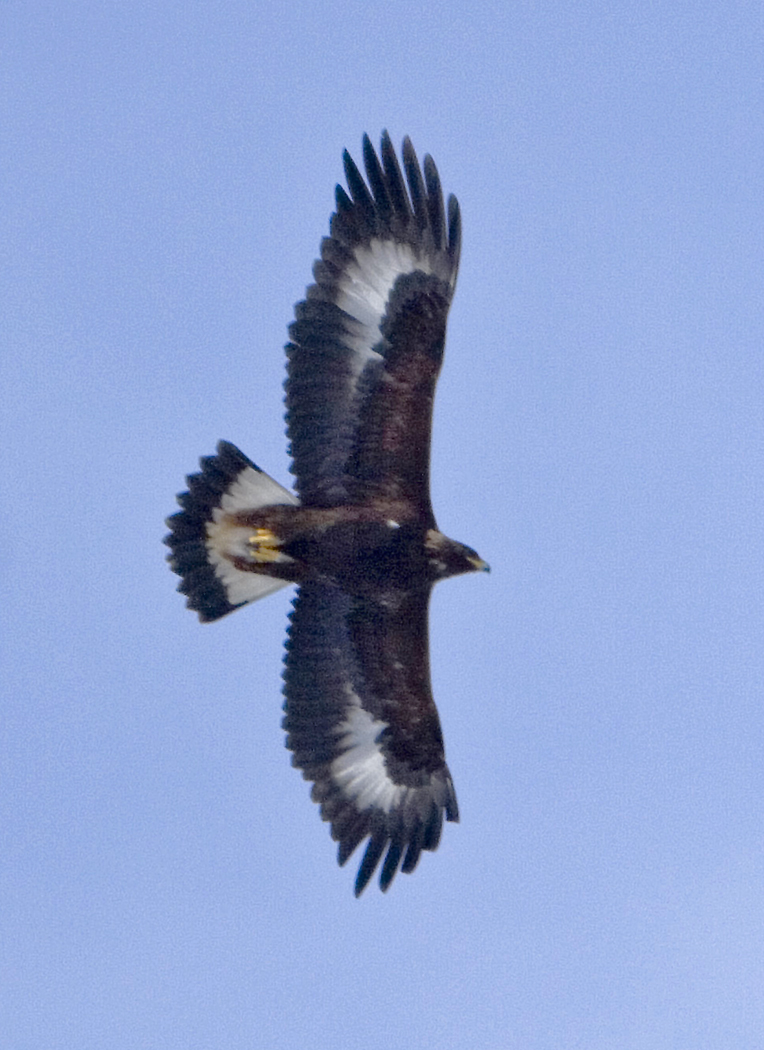
Àguila daurada
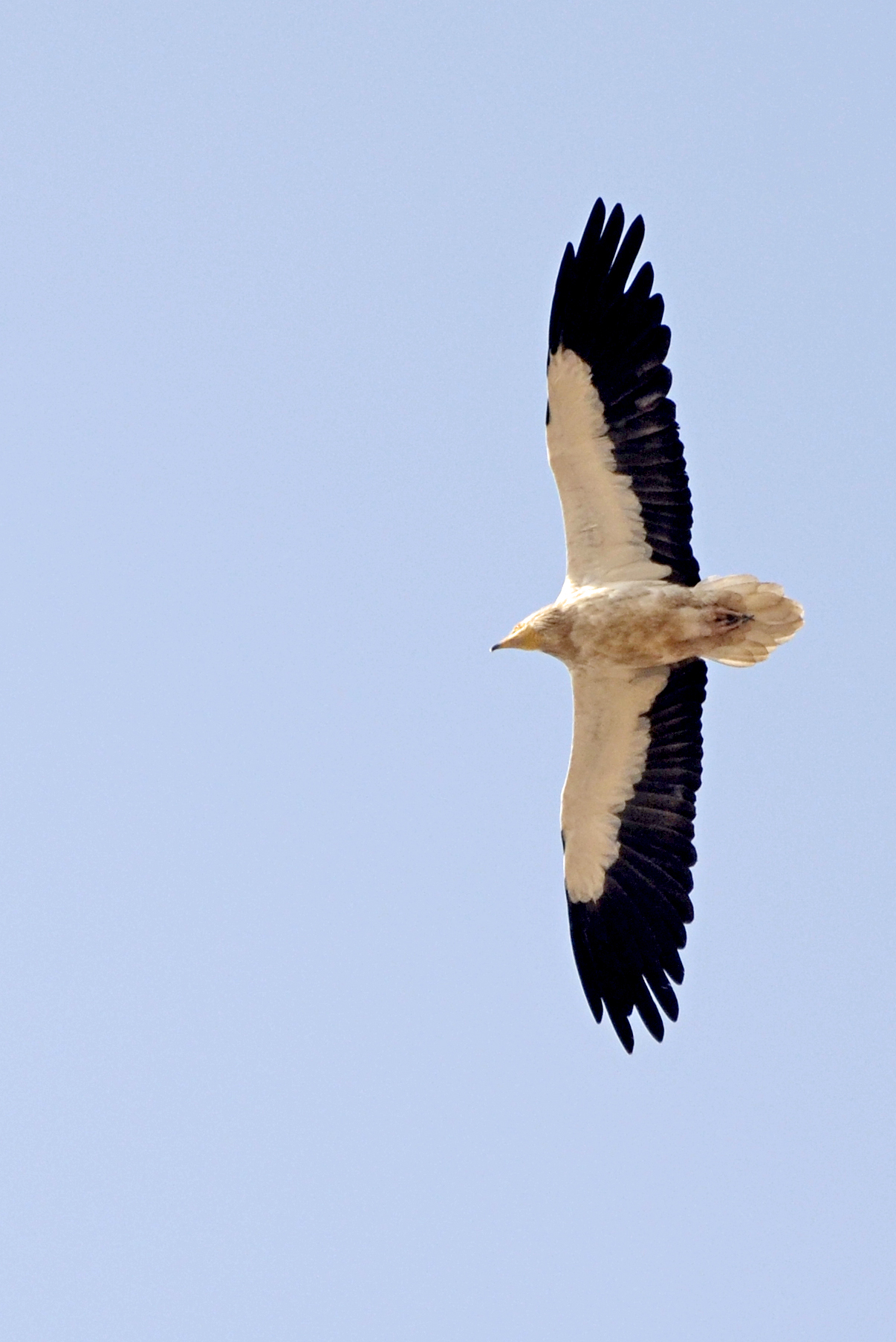
Aufrany comú
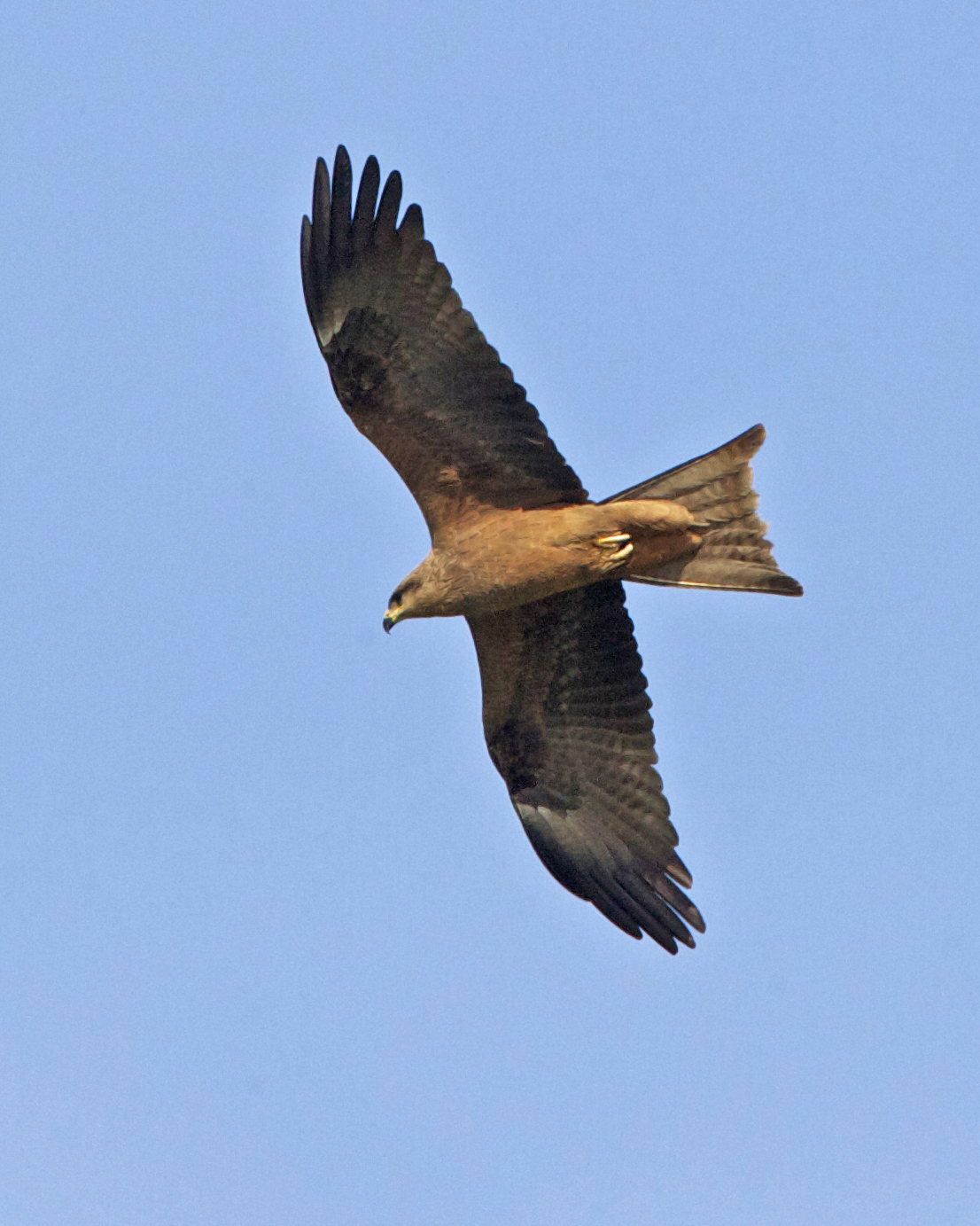
Milà negre
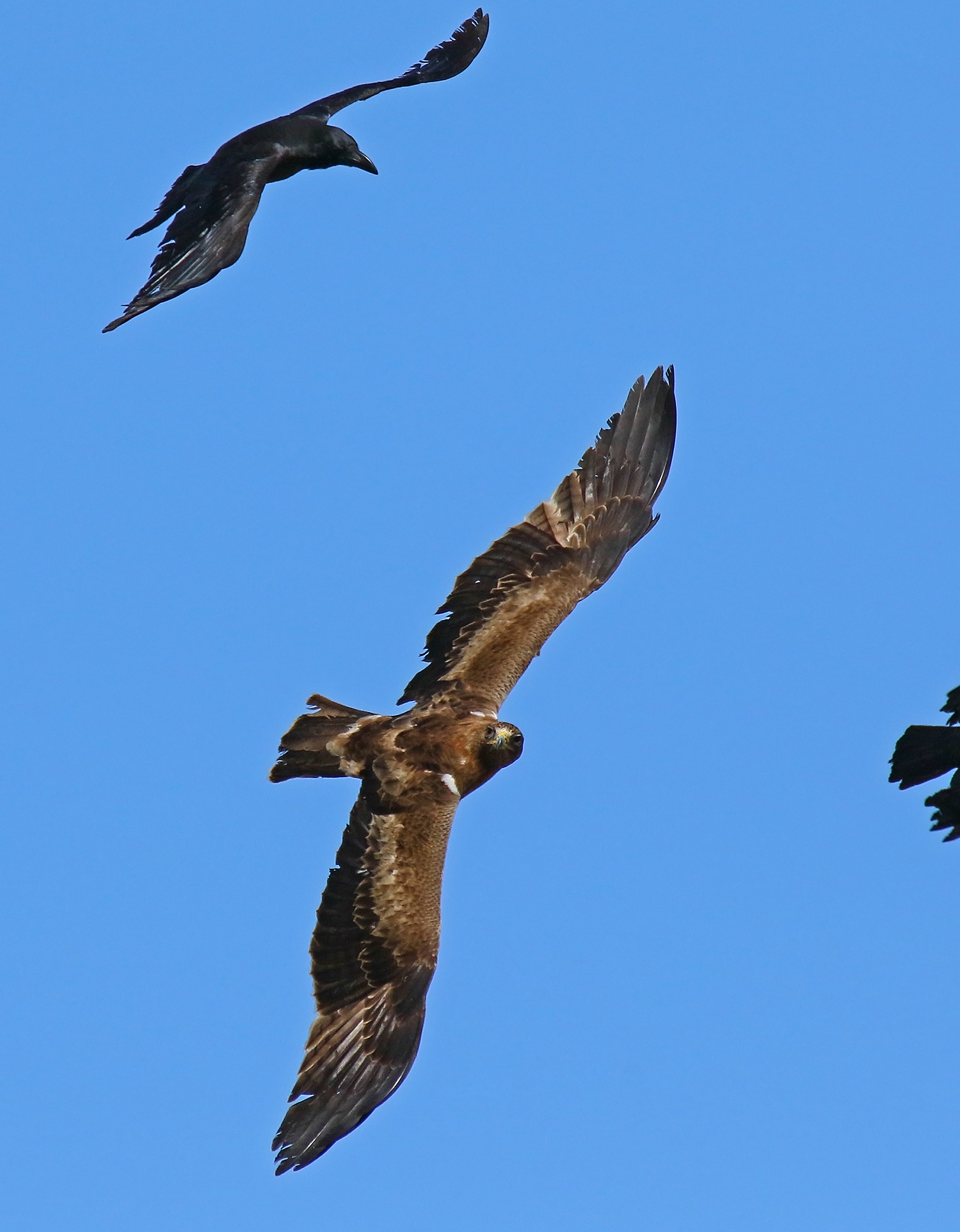
Àguila calçada comuna
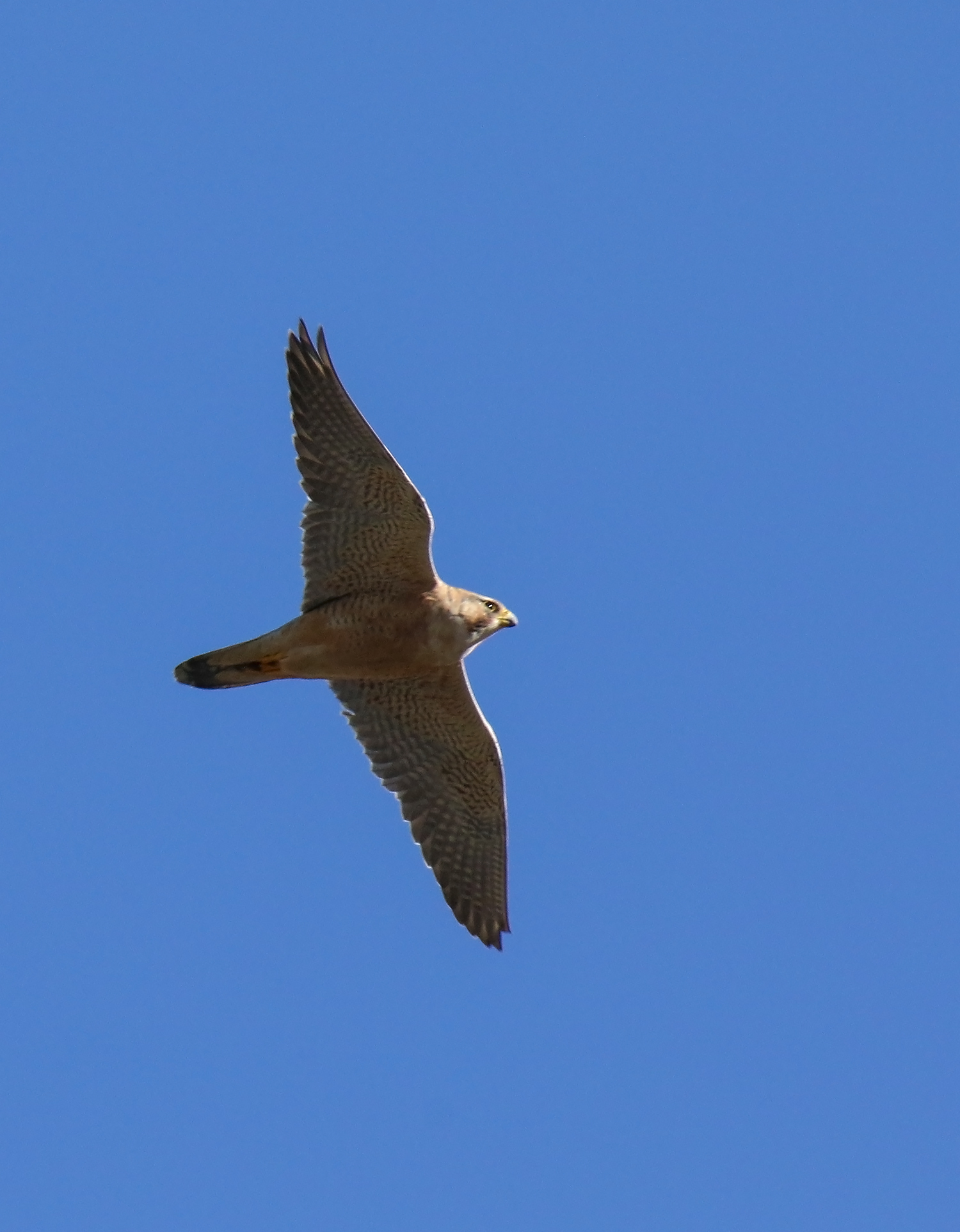
Falcó pelegrí

La classificació com a reserva biològica integral va estar particularment motivada per la presència de diverses espècies de ratpenats, algunes fins i tot rares: el ratpenat de bosc, el ratpenat muntanyenc, el ratpenat d'orelles dentades, el ratpenat de Natterer, el nòctul gegant, el nòctul petit, el ratpenat de vores clares, la pipistrel·la, el ratpenat de ferradura petit o el ratpenat cuallarg.

Ratpenats
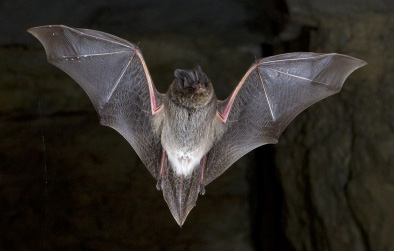
Ratpenat de bosc
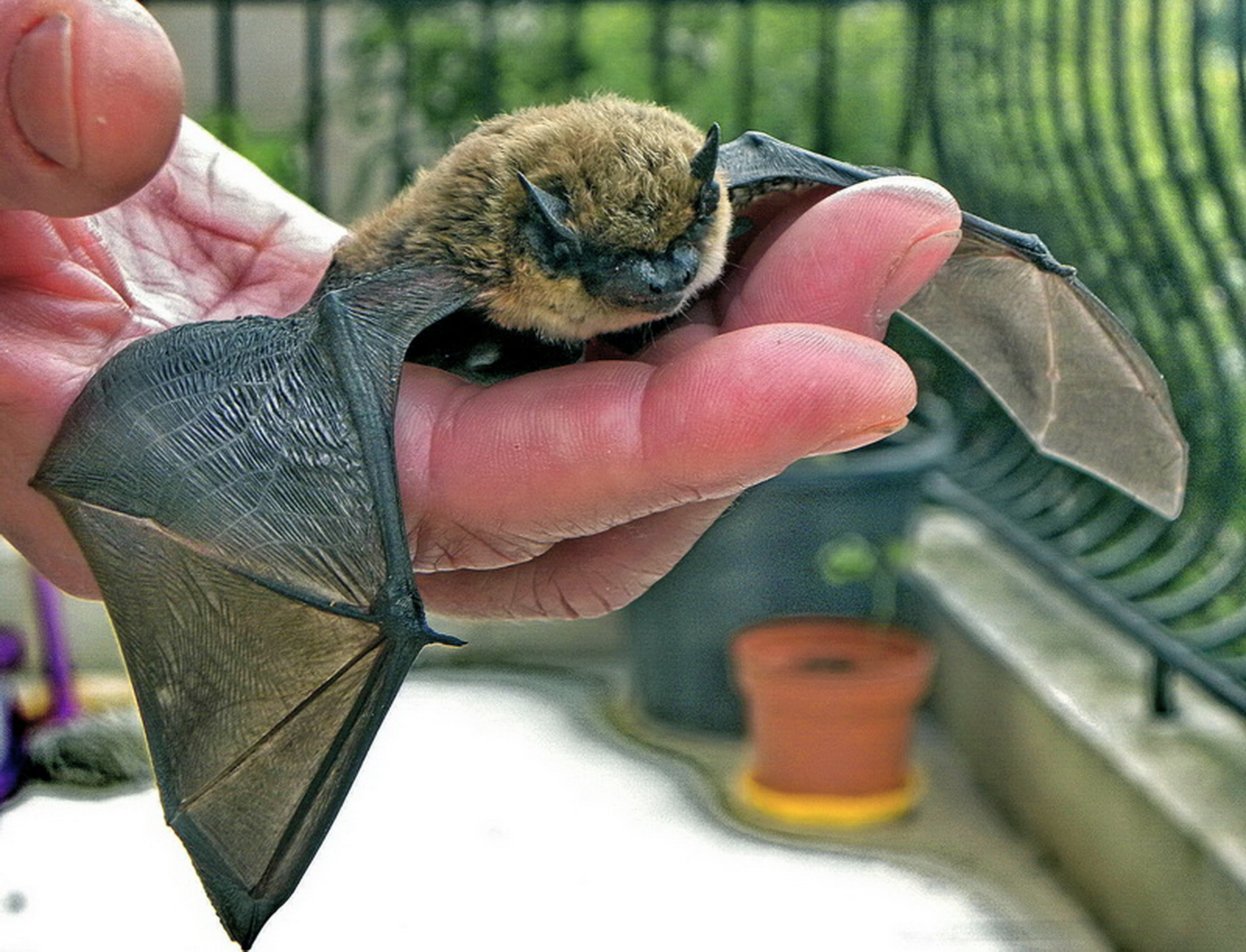
Ratpenat muntanyenc
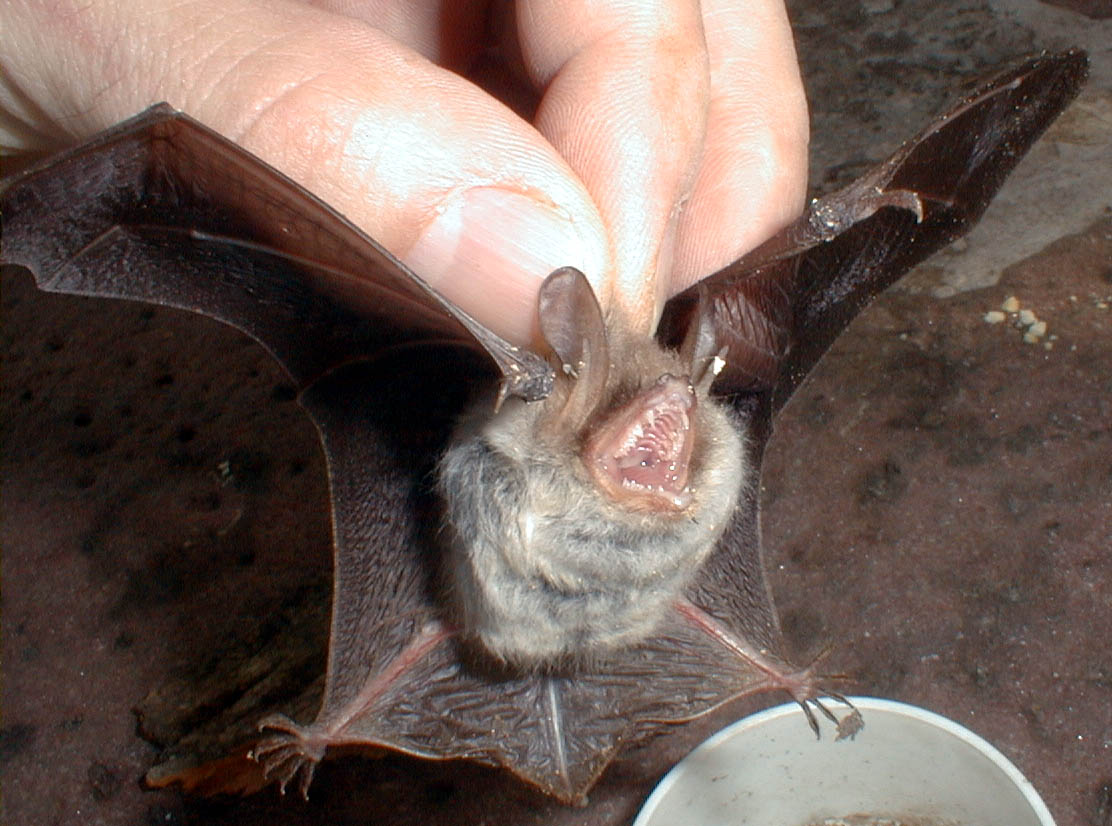
Ratpenat de Natterer
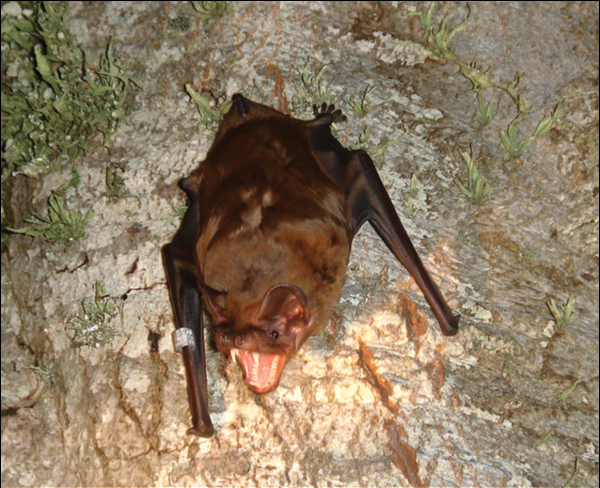
Nòctul gegant
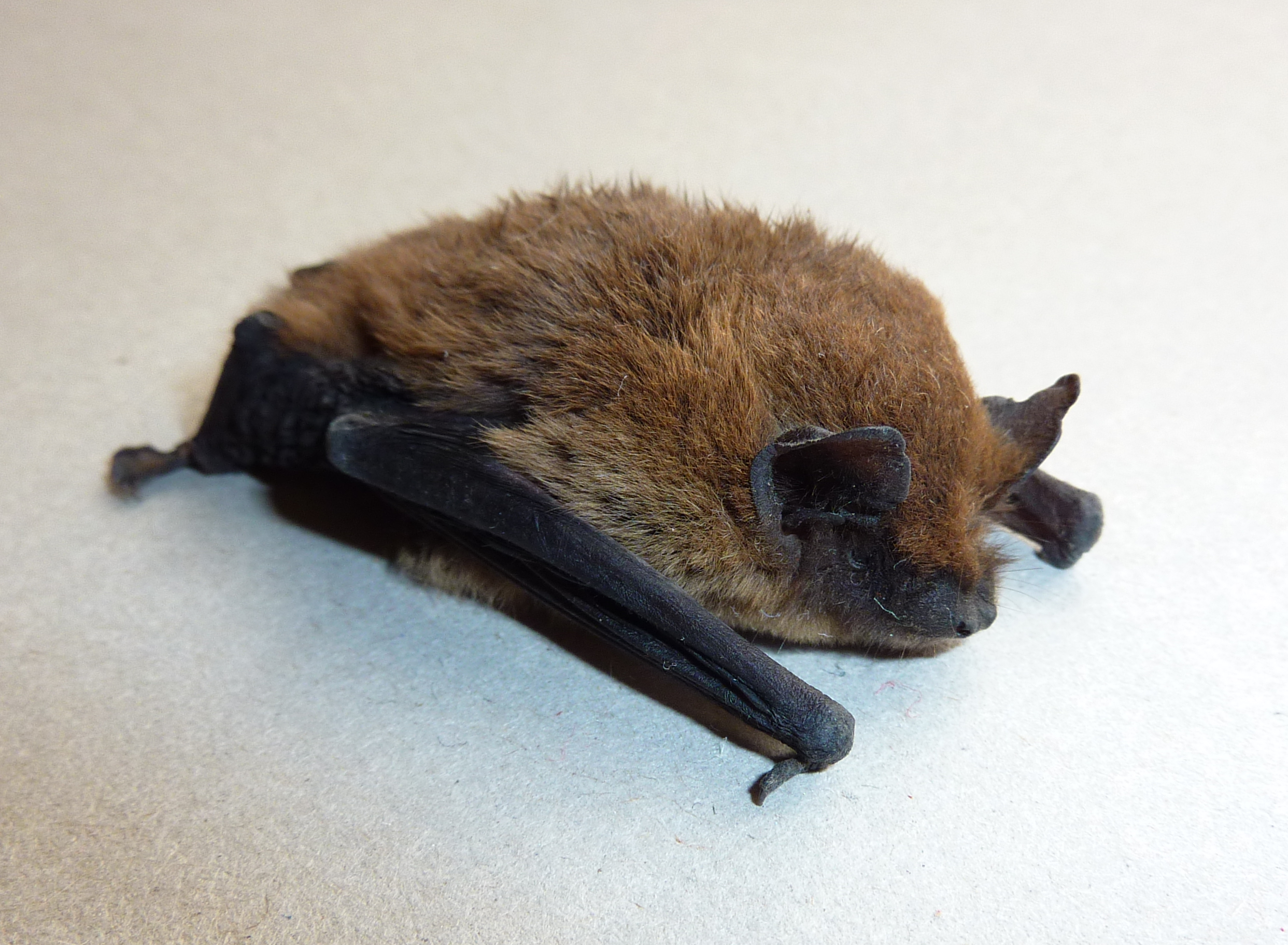
Ratpenat de vores clares
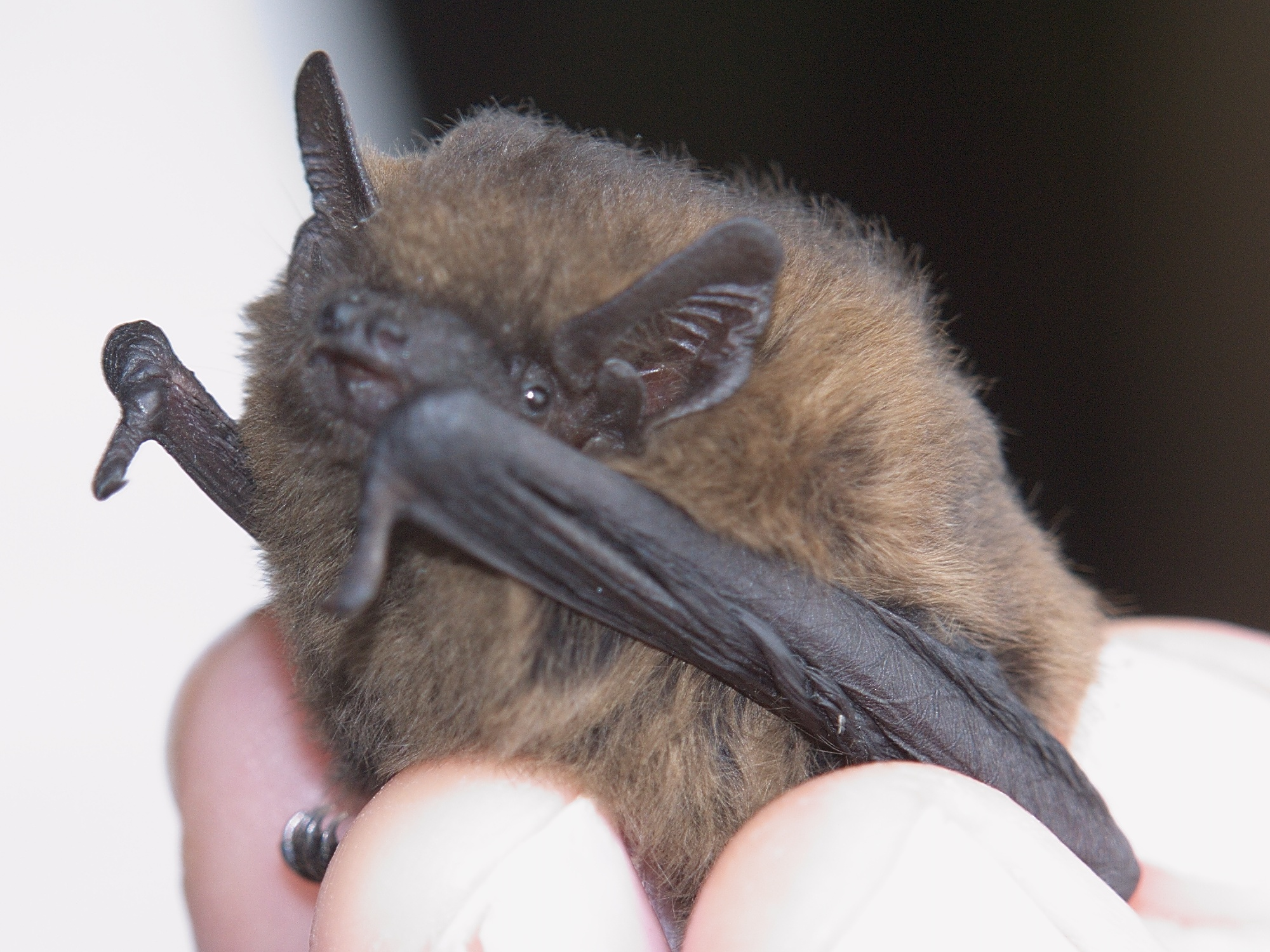
Pipistrel·la
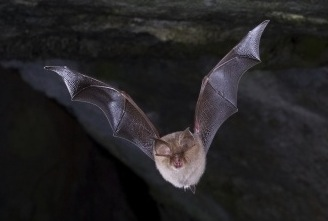
Ratpenat de ferradura petit
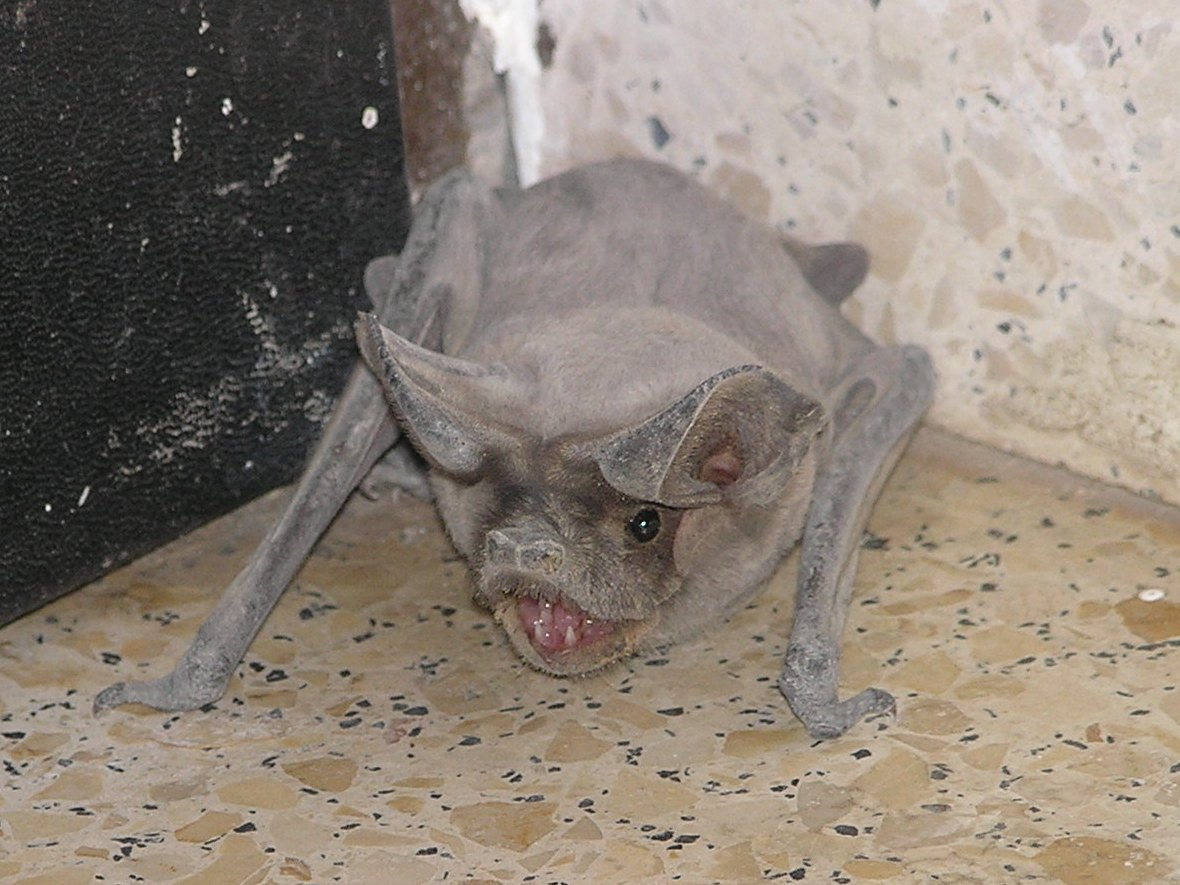
Ratpenat cuallarg europeu